# Arachis decora
Arachis decora är en ärtväxtart som beskrevs av Antonio Krapovickas och Al. Arachis decora ingår i släktet jordnötter, och familjen ärtväxter. Inga underarter finns listade i Catalogue of Life.